# Huutosaari (ö i Norra Savolax, Kuopio, lat 63,37, long 28,16)
Huutosaari är en ö i Finland. Den ligger i sjön Nurmesjärvi och i kommunen Kuopio i den ekonomiska regionen  Kuopio ekonomiska region  och landskapet Norra Savolax, i den centrala delen av landet, 400 km nordost om huvudstaden Helsingfors. Öns area är 0,5 hektar och dess största längd är 80 meter i sydöst-nordvästlig riktning.